# Areto (figlio di Nestore)
Nella mitologia greca, Areto (in greco antico: Ἄρητος) era il figlio di Nestore ed Euridice. Secondo altre fonti invece la madre fu Anassibia.

## Il mito
Nestore fu uno dei guerrieri più famosi di Troia e durante la guerra che scoppiò a causa del rapimento della bella Elena suo figlio Arete si affiancò a lui.

### Fonti
- Omero, Iliade

### Moderna
- Robert Graves, I miti greci, Milano, Longanesi, ISBN 88-304-0923-5.
- Angela Cerinotti, Miti greci e di roma antica, Prato, Giunti, 2005, ISBN 88-09-04194-1.